# 유메사키정
유메사키정(夢前町)은 효고현의 서남부, 하리마(나카하리마)에 존재했던 정으로, 시카마군에 속했다.

## 지리
히메지시의 북쪽에 있는 도시로, 전국에서 유일하게 '꿈'이 붙는 시정촌이라 '꿈이 있는 마을'을 캐치프레이즈로 내걸었다.
유메사키강・스고강(菅生川)의 중류와 상류에 위치한다

## 역사
- 1955년 7월 1일 - 오키시오촌, 가야촌, 스가노촌이 합병해 성립하였다.
- 2006년 3월 27일 - 히메지시에 편입과 함께 시카마군이 폐지되었다.

## 교통

### 도로
- 주고쿠 자동차도 - 유메사키 버스정류장

## 출신인물
- 에구치 노리코 (배우)